# A Grande Depressão Americana
A Grande Depressão da América é um tratado de 1963 sobre a Grande Depressão da década de 1930 e suas causas, escrito pelo economista e autor da Escola Austríaca Murray Rothbard.

## Breve sumário
Rothbard considera as políticas intervencionistas do governo de Herbert Hoover responsáveis por ampliar a duração, amplitude e intensidade da Grande Depressão. Rothbard explica a teoria austríaca dos ciclos econômicos, que sustenta que a manipulação governamental da oferta monetária prepara o terreno para as conhecidas fases de "expansão e recessão" do mercado moderno. Ele então detalha as políticas inflacionárias do Federal Reserve de 1921 a 1929 como evidência de que a depressão foi causada essencialmente não pela especulação, mas pela interferência do governo e do banco central no mercado.

## Conteúdo

### Primeira parte: A teoria dos ciclos econômicos
Capítulo I - A teoria positiva do ciclo
Capítulo II - Críticas keynesianas à teoria
Capítulo III - Crítica a algumas explicações alternativas para a depressão

### Segunda parte O boom inflacionário: 1921–1929
Capítulo IV - Os fatores inflacionários
Capítulo V - A consequência da inflação
Capítulo VI - Teoria e inflação: os economistas e a sedução de um nível de preços estável

### Terceira parte A grande depressão: 1929–193
Capítulo VII - O prelúdio da Depressão: Hoover e o laissez-faire
Capítulo VIII - Começa a depressão: o presidente Hoover assume o comando
Capítulo IX - 1930
Capítulo X - 1931 – “o ano trágico”
Capítulo XI - 1932: o New Deal de Hoover
Capítulo XII - O fim do mandato de Hoover